# ライアン・ベネット
ライアン・ベネット（Ryan Bennett、1990年3月6日 - ）は、イングランド・エセックス出身の元プロサッカー選手。現役時代のポジションはDF。

## 経歴
イプスウィッチ・タウンFCのユースチームでプレーを始めたが、トップ昇格は出来ずリーグ2のグリムズビー・タウンFCでプロデビュー。
2010年1月23日、昨年10月からレンタルで加入していたピーターバラ・ユナイテッドFCに完全移籍。契約は4年半で移籍金として100万ポンドが支払われた。
2012年1月31日、プレミアリーグのノリッジ・シティFCに移籍。移籍金は320万ポンド。
2017年5月31日、ウルヴァーハンプトン・ワンダラーズFCに移籍、3年契約にサインした。
2020年1月31日、レスター・シティFCにシーズン終了までの期限付き移籍。
2020年10月16日、スウォンジー・シティAFCに完全移籍。
2023年1月6日、EFLリーグ1のケンブリッジ・ユナイテッドFCに6ヶ月の契約で加入した。

## タイトル
ウルヴァーハンプトン・ワンダラーズFC
- EFLチャンピオンシップ : 2017-18